# Biała emigracja

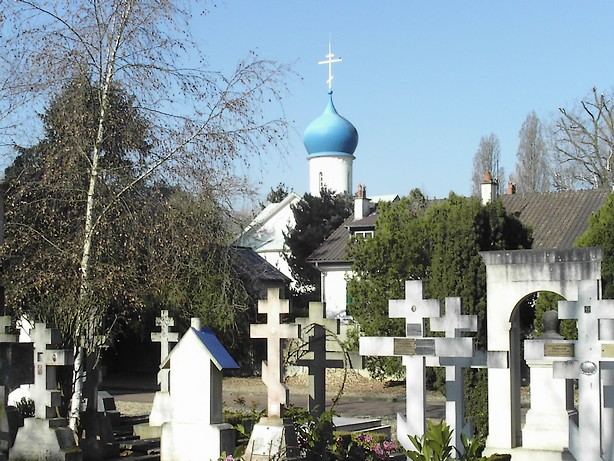
Cmentarz prawosławny w Sainte-Geneviève-des-Bois niedaleko Paryża, nekropolia białej emigracji

Biała emigracja (ros. белая эмиграция) – ruch emigracyjny rosyjskiej ludności o największym nasileniu między rokiem 1917 a latami dwudziestymi XX wieku. Emigracja miała podłoże polityczne, a bezpośrednią przyczyną była klęska „Białych” w wojnie domowej w Rosji.

## Nazwa
„Biała emigracja” jest politycznym terminem używanym głównie we Francji, USA czy Wielkiej Brytanii. Mniej upolitycznioną nazwą stosowaną przez samych emigrantów jest „emigrant pierwszej fali emigracji” (Эмигрант первой волны).

## Emigranci
Dużą część rosyjskich emigrantów stanowili członkowie ruchu „Białych”, chociaż termin ten jest często stosowany do wszystkich, którzy musieli opuścić kraj ze względu na zmiany polityczne (m.in. mienszewików czy eserowców, którzy byli przeciwni bolszewikom, ale nie popierali „Białych”). Określenie „białej emigracji” (белоэмигранты, белая эмиграция) było znacznie częściej używane w ZSRR, gdzie miało negatywną konotację, niż przez samych emigrantów, którzy woleli nazywać się „rosyjską emigracją” (русская эмиграция) lub „rosyjską wojenną emigracją” (русская военная эмиграция), jeżeli byli członkami ruchu „Białych”.
Większość białych emigrantów wyjechało z Rosji na przełomie lat 1917/20 (szacunki wahają się od 900 tysięcy do 2 milionów), chociaż niektórym udało się opuścić kraj w latach dwudziestych i trzydziestych lub zostali wydaleni przez rząd sowiecki (np. filozof Iwan Iljin). Pochodzili oni z różnych grup etnicznych, jak i klas społecznych obejmujących żołnierzy i oficerów, Kozaków, intelektualistów, wywłaszczonych przedsiębiorców, jak i carskich urzędników i członków ruchu antykomunistycznego.

## Miejsca emigracji
Większość emigrantów początkowo uciekła przez południową Rosję i Ukrainę do Turcji, a następnie przeniosła się do słowiańskich krajów Europy Wschodniej, takich jak Królestwo Jugosławii, Bułgaria, Czechosłowacja i Polska. Emigracja Rosjan do odradzającej się Rzeczypospolitej w pierwszych latach po rewolucji miała charakter masowy, jednak większość uchodźców, z których znaczną część stanowiła inteligencja, traktowała Polskę jedynie jako etap tranzytowy w drodze do krajów Europy Zachodniej, wyrastających na ośrodki intelektualne i polityczne rosyjskiej diaspory. Wielu też uciekło do Estonii, Łotwy, Litwy, Finlandii, Niemiec czy Francji. W tamtym czasie Berlin i Paryż stawały się kwitnącymi społecznościami rosyjskiej emigracji.
Wielu wojskowych i cywilów żyjących, stacjonujących, czy walczących z Armią Czerwoną na Syberii i rosyjskim Dalekim Wschodzie przeniosło się z rodzinami do Harbinu, Szanghaju i innych miast w Chinach, Azji Środkowej czy Japonii.
W trakcie i po II wojnie światowej wielu emigrantów rosyjskich przeniosło się do Wielkiej Brytanii, USA, Kanady, Peru, Brazylii, Argentyny czy Australii, gdzie wiele ich społeczności istnieje do dziś. Wielu z nich zostało jednak wywiezionych po wojnie do ZSRR w ramach Operacji Keelhaul.

## Ideologia
Większość emigrantów miała nastawienie antykomunistyczne, lecz niektóre z ugrupowań (np. Młodorosjanie) dopuszczały istnienie władzy sowieckiej, a nawet ją wspomagały (np. podczas radzieckiej inwazji na Sinciang).

## Wybrane organizacje emigracyjne
Jurysdykcje kościoła prawosławnego:
- Rosyjski Kościół Prawosławny poza granicami Rosji (РПЦЗ, Зарубежная Церковь)
- Arcybiskupstwo Zachodnioeuropejskich Parafii Tradycji Rosyjskiej (Архиепископия западноевропейских приходов русской традиции)
- historycznie także Kościół Prawosławny w Ameryce (АПЦ, Митрополия)

Organizacje militarne i semi-militarne:
- Rosyjski Związek Ogólnowojskowy (РОВС)
- Wojsko Kozaków dońskich
- Wojsko Kozaków kubańskich
- Wojsko Kozaków terskich
- Kombatanci Rosyjskiego Korpusu Ochrony (Союз Чинов Русского Корпуса)
- Stowarzyszenie Kadetów (Объединение Кадет Российских Корпусов за Рубежом)

Organizacje polityczne:
- Narodowy Związek Pracujących (НТС)
- Kongres Rosyjskich Amerykanów
- Młodorosjanie

Organizacje młodzieżowe:
- Organizacja Młodych Rosyjskich Pionierów (ОРЮР)
- Narodowa Organizacja Rosyjskich Skautów (НОРС)
- Narodowa Organizacja Rosyjskich Wywiadowców (НОРР)
- Prawosławna Organizacja Rosyjskich Pionierów (ПОРР)
- Rosyjski Sokół (Русский Сокол)

Organizacje charytatywne:
- Fundacja Tołstoja